# Uyển Dung
Uyển Dung (chữ Hán: 婉容; 13 tháng 11, năm 1906 - 20 tháng 6, năm 1946), Quách Bố La thị, biểu tự Mộ Hồng (慕鸿), hiệu Thực Liên (植莲), là nguyên phối Hoàng hậu của Tuyên Thống Đế Phổ Nghi nhà Thanh, và sau là Mãn Châu quốc khi Phổ Nghi trở thành Hoàng đế bù nhìn của quốc gia này.
Bà nổi tiếng vì là Hoàng hậu cuối cùng của chế độ phong kiến quân chủ của Trung Hoa, dù thực tế danh vị "Hoàng hậu" của bà chỉ là trên danh nghĩa do Hoàng đế Phổ Nghi đã thoái vị vào năm 1912 theo quyết định của Long Dụ Thái hậu. Lúc này, triều đình Mãn Thanh dưới thời Phổ Nghi được gọi là "Tốn Thanh hoàng thất Tiểu triều đình" (遜清皇室小朝廷), không được xem là một giai đoạn triều đình Mãn Thanh chính thức. Do đó, Uyển Dung chỉ được liệt kê là "Chính thất của Tuyên Thống Đế" mà chưa từng thực sự là "Đại Thanh Hoàng hậu", bà được người hậu thế về sau biết đến với biệt danh Mạt đại Hoàng hậu (末代皇后).
Bà cũng là vị Hoàng hậu duy nhất của triều Thanh, tuy thành thân với Hoàng đế dưới danh vị Hoàng hậu, không phải tấn phong từ tước vị Phúc tấn hay Phi thiếp sau khi Cố Hoàng hậu qua đời, nhưng trong Đại hôn lễ lại không được kiệu đưa vào cung qua Đại Thanh môn. Đây là một nghi lễ rất quan trọng trong Đại hôn của Hoàng hậu và Hoàng đế. Do tính chất lịch sử, chỉ duy nhất có 4 vị Hoàng hậu đời trước gồm Bát Nhĩ Tề Cát Đặc Phế hậu, Hiếu Thành Nhân Hoàng hậu, Hiếu Triết Nghị Hoàng hậu và Hiếu Định Cảnh Hoàng hậu được hưởng quy chế này.

## Thân thế

### Dòng dõi bình dị

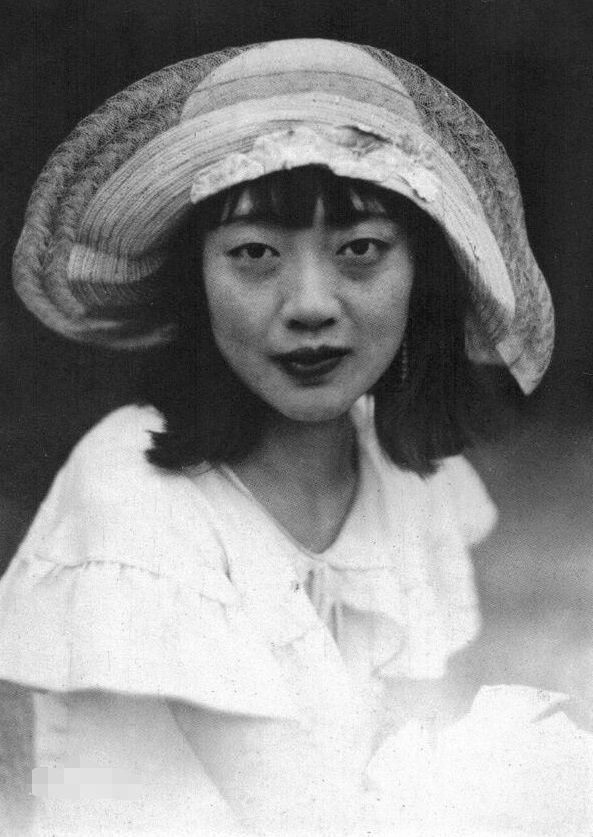
Cận dung của Uyển Dung.

Hoàng hậu Uyển Dung sinh vào năm 1904 tại Bắc Kinh. Không có ghi chép chính thức về sinh thần của bà, về sau vì để kết hôn với Phổ Nghi, gia đình bà đã cho sửa lại thành 13 tháng 11 (dương lịch) năm 1906 như hiện nay. Bà xuất thân gia tộc Quách Bố La thị (郭布罗氏), cũng gọi "Quách Giai thị" (郭佳氏), là một nhánh Thị tộc có gốc gác từ bộ tộc Đạt Oát Nhĩ gốc Mông Cổ, thuộc Mãn Châu Chính Bạch kỳ.
Gia tộc Uyển Dung vốn là Bố Đặc Ha (布特哈) của Chính Hoàng kỳ. Bố Đặc Ha, Mãn văn Buteha, đây là một chế độ Bát Kỳ áp dụng cho những gia tộc thiểu số trấn giữ vùng biên giới Đông Bắc của Đại Thanh. Các Bố Đặc Ha có Hán ngữ chuyển nghĩa thành "Đánh cá và săn bắt", vì khi đó các gia tộc thiểu số này có nghĩa vụ dâng sản vật địa phương lên triều đình theo mức hạn được quy định. Dòng họ Quách Bố La thị là một trong những Thế gia vọng tộc bản cư, đối với tầng lớp bản địa cũng có thể xem là có địa vị đáng kể.
Đến đời Cao tổ phụ của Uyển Dung là A Lặc Cẩm Na (阿勒锦那), gia đình của Uyển Dung từ Hắc Long Giang dời đến Bắc Kinh, được cải thành Mãn Châu Chính Bạch kỳ, trở thành một trong những gia tộc thuộc Kinh kỳ. Căn cứ Gia tộc gia phả của Uyển Dung, vợ cả của A Lặc Cẩm Na vốn là con gái của Cao Khách Nãi (高喀鼐), là Bố Đặc Ha Chính Bạch kỳ thuộc gia tộc Uy Lặc thị (倭勒氏), mà mẹ cả của A Lặc Cẩm Na lại là em gái của Cao Khách Nãi. Tằng tổ phụ của Uyển Dung, là con trai của A Lặc Cẩm Na, tên Trường Thuận (长顺), về sau cũng nghênh thú 2 người vợ cả đều là cháu gái của Cao Khách Nãi. Ba đời liên tiếp liên hôn cận huyết, các sử gia cho rằng đó là một trong những nguyên nhân khiến Uyển Dung cơ bản có mầm móng bệnh về sau.

### Gia thế phấn chấn
Từ sau khi nhập kỳ, A Lặc Cẩm Na đảm nhậm Phó Đô thống, con trai duy nhất Trường Thuận về sau quân công hiển hách, nhậm Ô Tô Lý Đài Tướng quân (乌苏里台将军), rồi Cát Lâm Tướng quân (吉林将军), đến biên giới lãnh nhậm. Sau đó, Trường Thuận được truy tặng Nhất đẳng Khinh xa Đô úy (一等轻车都尉), nhập thờ Hiền Lương từ, thoáng chốc gia tộc trở thành một thế hệ công thần. Con trai độc nhất của Trường Thuận, tên Tây Lâm Bố (西林布), cũng là tổ phụ của Uyển Dung. Đương thời Tây Lâm Bố chỉ làm đến chức Thị vệ, hôn nhân xoay trong vòng giai cấp Bố Đặc Ha Bát Kỳ, vẫn chưa thể gia nhập hôn nhân cao quý của các gia tộc chốn Kinh kỳ. Thân phụ của Uyển Dung là Vinh Nguyên (荣源), con trai thứ ba của Tây Lâm Bố, sinh năm Quang Tự thứ 10, sang năm Quang Tự thứ 30, tổ phụ Trường Thuận chết bệnh, Vinh Nguyên đặc cách trọng thừa, từ Nhất phẩm Ấm sinh, trực tiếp lấy Lang trung thụ dùng. Đến lúc này, Vinh Nguyên đem cả nhà Quách Bố La thị bước vào luân hồi hôn nhân với danh môn vọng tộc.

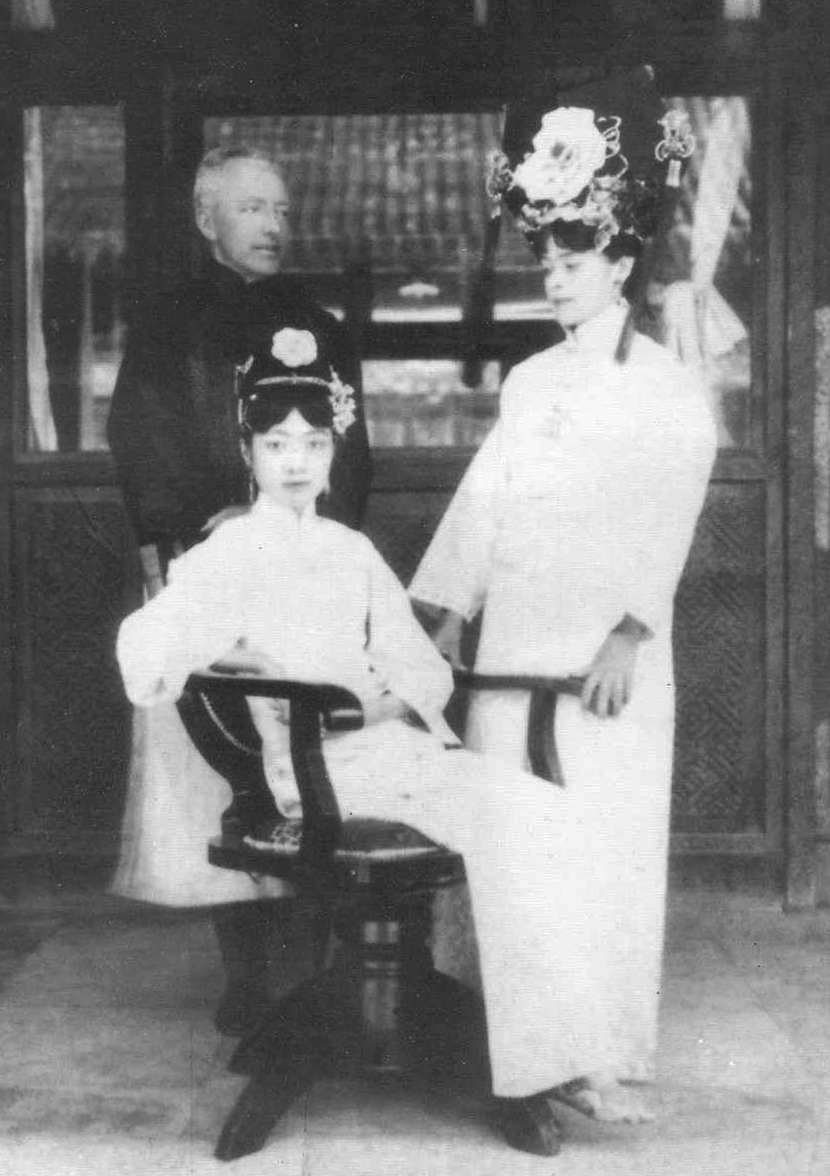
Uyển Dung cùng cô giáo người Anh, Isabel Ingram và Reginald Johnston.

Cả bốn vị phu nhân của Vinh Nguyên, đều xuất thân danh môn. Vợ cả của Vinh Nguyên, nguyên phối thê tử, xuất thân từ Mãn Châu Chính Hoàng kỳ Bác Nhĩ Tế Cát Đặc thị đại gia tộc, con gái của Bạn sự Đại thần Thụy Tuân (瑞洵), cháu chắt nội của Đại học sĩ Kỳ Thiện (琦善), gia tộc này nhiều đời đều làm quan to, cực kỳ hiển hách. Vị Bác Nhĩ Tế Cát Đặc thị này cưới Vinh Nguyên, không sinh dục mà qua đời, Vinh Nguyên bèn cưới kế thê, là mẹ đẻ của Uyển Dung. Vị kế thê này thuộc bộ tộc Ái Tân Giác La, cháu gái của Định Thận Quận vương Phổ Hú, con gái thứ tư của Trấn quốc Tướng quân Dục Trưởng (毓長), vì vậy còn được gọi là Tứ Cách cách (四格格), sinh ra anh trai Nhuận Lương (潤良) cùng Uyển Dung. Sau khi Tứ Cách cách mất, Vinh Nguyên lại cưới con gái cả của Duệ vương phủ Duệ Kính Thân vương Khôi Bân, thế xưng Đại Cách cách (大格格), nhưng vị Đại Cách cách này mệnh cũng không lớn, chỉ vừa qua cửa phủ không lâu sau thì qua đời.
Cuối cùng, Vinh Nguyên hôn thú cháu gái của Định Thận Quận vương Phổ Hú, là con gái thứ hai của Mẫn Đạt Bối lặc Dục Lãng (毓朗), nên còn được gọi là Nhị Cách cách (二格格), tên bà là Hằng Hương (恆香). Sau khi sinh hạ Uyển Dung, Tứ Cách cách cũng qua đời do sốt sản hậu, từ đó Uyển Dung được nuôi dạy bởi mẹ kế Hằng Hương mà lớn lên. Anh trai Nhuận Lương, về sau cưới em gái lớn của Phổ Nghi là Uẩn Anh và một em trai khác mẹ là Nhuận Kỳ (潤麒), về sau cưới em gái thứ ba của Phổ Nghi là Uẩn Dĩnh.
Mẫn Đạt Bối lặc Dục Lãng, là một trong "Nhị vương Tam bối lặc" thời Thanh mạt tuy vài điểm có cổ hủ, song phần nhiều vẫn rất cởi mở với Tây học. Ông có bảy con gái, về sau đều cật lực khuếch trương Tây học đầu thời Dân quốc, do đó Hằng Hương cơ bản cũng loại này Tây học thuần nhuyễn. Thân phụ của Uyển Dung, ông Vinh Nguyên, là một quý tộc Mãn nhưng có tư tưởng khoáng đạt, quan điểm nam nữ bình đẳng, cho phép con gái được tiếp thu giáo dục như các con trai, cộng với Hằng Hương cũng rất Tây học, ta có thể hình dung môi trường tiếp xúc văn hóa Tây từ rất sớm trong gia đình Uyển Dung. Bên cạnh đó, các con gái của Dục Lãng vốn lấy nhiều quan viên cao cấp trong Nội vụ phủ, điều đó khiến tài nguyên của vị Bối lặc này rất khá giả, do đó cũng kéo theo gia đình của Vinh Nguyên.
Thuở nhỏ, Uyển Dung sống cùng gia đình ở Thiên Tân, được mẹ kế Hằng Hương chú tâm dạy dỗ các quy tắc truyền thống, lại hưởng một tuổi thơ đầy đủ vật chất do chính nhà Bối lặc mang lại. Quan hệ giữa bà và mẹ kế vô cùng tốt, tựa như mẹ con ruột vậy, không hề có bất kì mâu thuẫn phát sinh nào. Ở tuổi thiếu niên, Uyển Dung được cho học ở một ngôi trường do Giáo hội Cơ đốc Mỹ thành lập, bà theo học tiếng Anh, sau lại học đàn piano, đặc biệt Uyển Dung rất hâm mộ nhạc jazz. Ngoài ra, gia đình còn mời một số gia sư riêng cho bà, dạy cả kiến thức, âm nhạc, hội họa phương Tây. Trong số đó có cả một gia sư người Mỹ sinh tại Trung Quốc là bà Isabel Ingram dạy tiếng Anh. Chính vị gia sư này đã đặt tên tiếng Anh cho bà là Elizabeth.

## Mạt đại Hoàng hậu

### Tuyển chọn tranh chấp
Lúc bấy giờ, Tuyên Thống Hoàng đế Phổ Nghi đã tuyên bố thoái vị, Hoàng đế chỉ mang tính chất quân chủ lập hiến, không có quyền lực, nhưng hôn sự của Hoàng đế vẫn là sự kiện trọng đại của triều đình Mãn Thanh đang lụi tàn.
Năm 1920, vào lúc Phổ Nghi 15 tuổi, có chính khách của chính phủ Dân Quốc đề nghị hôn nhân cho vị Hoàng đế đang thành niên. Ngày 20 tháng 11 năm đó, tờ 《Tiểu công báo》 có tiêu đề "Thanh Đế nghị hôn", đề cập rằng Tổng thống Từ Thế Xương có ý định đem con gái của chính mình gả cho Tuyên Thống Đế. Sang ngày 25 tháng 11, tắc có "Nghị hôn tin tức", các vị Thái phi từ chối hôn nhân của Từ Thế Xương, nói rằng Hoàng đế nên đến tuổi như Thanh Mục Tông cùng Thanh Đức Tông, vào năm 17 tuổi mới bàn đến hôn nhân. Tuy Từ Thế Xương bị khước từ, nhưng rồi các Thái phi cũng từ đó chú ý đến vấn đề hôn nhân của Phổ Nghi, bắt đầu để mắt đến việc chọn các con gái thuộc quý tộc Mông Cổ hoặc quan lại Mãn Châu, danh gia vọng tộc, mới xứng đáng vị trí Hoàng hậu tương lai.
Từ năm 1921, lựa chọn đã chính thức bắt đầu quá trình. Rất nhiều người bị tuyển, rồi đào thải, cuối cùng còn lại 4 người: con gái của Vinh Nguyên là Quách Bố La thị, con gái của Đoan Cung là Ngạch Nhĩ Đức Đặc thị, con gái Hành Vĩnh là Hoàn Nhan thị, và cuối cùng là con gái của Dương Thương Trát Bố là Bát Nhĩ Tế Cát Đặc thị, tất cả đều xuất thân quý tộc, không gia đình giàu có thì cũng là dòng dõi cao quý.
Cuối cùng kết quả Quách Bố La thị là Hậu, Ngạch Nhĩ Đức Đặc thị là Phi. Dựa theo cách nói của Phổ Nghi, quá trình lựa chọn như sau:
| “                                                       | 照片送到了养心殿，一共四张……便不假思索地在一张似乎顺眼一些的相片上，用铅笔画了一个圈。这是满洲额尔德特氏端恭的女儿，名叫文绣……这是敬懿太妃所中意的姑娘。这个挑选结果送到太妃那里，端康太妃不满意了，她不顾敬懿的反对，硬叫王公们来劝我重选她中意的那个，理由是文绣家境贫寒，长的不好，而她推荐的这个是个富户，又长的很美。她推荐的这个是满洲正白旗郭布罗氏荣源家的女儿，名婉容。 ... Ảnh chụp đưa đến Dưỡng Tâm điện, tổng cộng 4 tấm hình,... (Ta) không nghĩ ngợi nhiều mà liền khoanh 1 vòng tròn vào 1 bức ảnh mà ta thấy thuận mắt nhất trong đống ảnh đó. Đây là Mãn Châu Ngạch Nhĩ Đức Đặc thị, con gái Đoan Cung, tên là Văn Tú,... là cô nương được Kính Ý Thái phi vừa ý nhất. Kết quả lựa chọn đưa đến chỗ các Thái phi, nhưng Đoan Khang Thái phi không hài lòng, không màng đến sự phản đối của Kính Ý Thái phi, bèn nói các Vương công đến khuyên ta chọn người theo ý bà, vì Văn Tú gia cảnh bần hàn, tướng mạo trông không đẹp, mà (Đoan Khang Thái phi) lại đề cử cô gái con nhà phú hộ, dáng vẻ lại xinh đẹp. Đó là Mãn Châu Chính Bạch kỳ Quách Bố La thị, con gái Vinh Nguyên, tên Uyển Dung. | ” |
| — Lời tự thuật của Tuyên Thống Đế khi chọn lập Hậu, Phi | |   |

Quá trình này, theo cách nói của đám người Phổ Giai (溥佳) tường thuật lại, cả Quách Bố La thị cùng Ngạch Nhĩ Đức Đặc thị đều biểu thị sự chống đối ngầm giữa các thế lực lúc bấy giờ. Vào năm 1922, khi diễn ra quá trình tuyển chọn, các Thái phi đã ngấm ngầm kình cựa nhau, Một là góa phụ của Thanh Mục Tông, tức là Kính Ý Thái phi Hách Xá Lý thị, một bên kia là Đoan Khang Thái phi Tha Tha Lạp thị, góa phụ của Thanh Đức Tông. Căn cứ cách nói của Phổ Giai, Uyển Dung có sự hỗ trợ từ Đoan Khang Thái phi cùng Tái Đào (载涛), còn Văn Tú có sự ủng hộ từ Kính Ý Thái phi cùng Tái Tuân (载洵). Nơi này cũng có thể nhìn ra, hai người đều có tương đương bối cảnh, mỗi người đều có một vị Thái phi cùng một vị Hoàng thúc duy trì thế lực. Việc chọn Hậu-Phi này trên thực tế thể hiện mâu thuẫn giữa Thái phi cùng với phái Tông thất.
Nói đến đây, ông ngoại của Uyển Dung là Bối lặc Dục Lãng - cha ruột của mẹ kế bà là Hằng Hương, vốn lại có quan hệ rất thân thiết với Tái Đào, tựa hồ đây chính là nguyên nhân khiến Tái Đào ủng hộ Uyển Dung. Hơn nữa, Đoan Khang Thái phi cùng Uyển Dung cũng có quan hệ thông gia sâu sắc. Từ khi trước có nói, vợ cả của Vinh Nguyên, Bác Nhĩ Tế Cát Đặc thị, là cháu chắt của Đại học sĩ Kỳ Thiện, tổ phụ của Bác Nhĩ Tế Cát Đặc thị là Cung Thang (恭镗) - người đã nghênh thú Tha Tha Lạp thị, vốn là Tam cô cô của Đoan Khang Thái phi. Như vậy tính ra, Uyển Dung là ngoại tằng tôn nữ của cô ruột của Đoan Khang Thái phi, quan hệ hôn nhân cực kì phức tạp và chặt chẽ. Bên cạnh đó, vợ cả của Bối lặc Dục Lãng là Hách Xá Lý thị, chị ruột của Kính Ý Thái phi, như vậy Uyển Dung lại là ngoại tôn nữ của Kính Ý Thái phi. Đây có lẽ là nguyên nhân duy nhất khiến cuối cùng Kính Ý Thái phi chịu nhượng bộ, tuyển chọn Uyển Dung cho vị trí Hoàng hậu.

### Trở thành Hoàng hậu

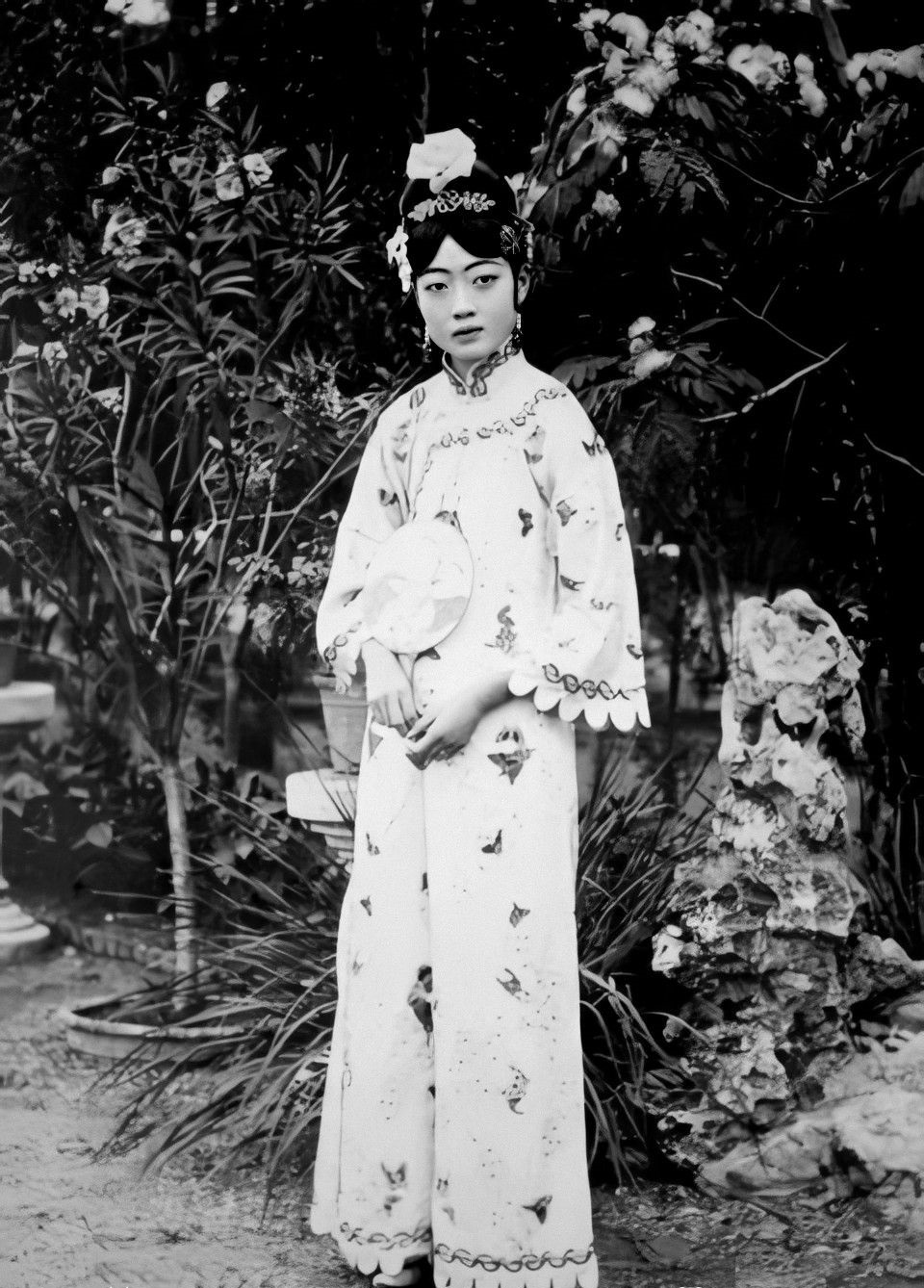
Ảnh chụp Uyển Dung khi còn là Hoàng hậu trong Tử Cấm Thành.

Năm 1922, ngày 10 tháng 3 (dương lịch), Tuyên Thống Đế tuyên bố công văn:「"Nghị tuyển, chọn con gái của Khinh xa Đô úy Vinh Nguyên là Quách Giai thị lập làm Hoàng hậu. Lại chọn con gái của Đoan Cung là Ngạch Nhĩ Đức Đặc thị, phong làm Thục phi"」.
Ngay lúc đó, chính phủ Trung Hoa dân quốc cho Thanh thất ưu đãi điều kiện là: 「"Đại Thanh hoàng đế sau khi từ vị, tôn hào vẫn còn không phế, Trung Hoa dân quốc lấy các ngoại quốc quân chủ lễ nghi để đối đãi với Thanh thất"」. Vì thế, hôn lễ của Phổ Nghi vẫn là hoàn toàn rập khuôn Hoàng đế đại hôn lễ nghi, dân quốc chính phủ đặc chuẩn Hoàng hậu "Phượng dư" (凤舆) từ Đông Hoa môn nâng tiến Tử Cấm Thành. Sau hơn nửa năm chuẩn bị kĩ lưỡng. Ngày 21 tháng 10, diễn ra lễ Nạp thái, sang ngày 12 tháng 11, diễn ra Thân chinh đại lễ. Ngày 29 tháng 11, tiến hành sách phong Ngạch Nhĩ Đức Đặc thị làm Thục phi, sáng sớm hôm sau (ngày 30 tháng 11) nhập cung, cũng trong ngày đó tuyên chỉ sách lập Quách Bố La thị làm Hoàng hậu. Cuối cùng, đại hôn diễn ra vào ngày 1 tháng 12 cùng năm, Uyển Dung chính thức trở thành Hoàng hậu nhà Thanh.
Tuy nhiên, hôn lễ của Hoàng hậu Uyển Dung có một thiếu sót lớn, đó là bà không được đưa kiệu vào cung thông qua Đại Thanh Môn - nơi bình thường không ai được đi qua, chỉ có Hoàng thái hậu và Hoàng đế được ra vào tự do, còn Hoàng hậu cũng chỉ đi qua một lần trong đời vào ngày Đại hôn. Theo thông lệ của nhà Thanh, dù nhà Hoàng hậu ở phía nào của kinh thành thì đoàn lễ rước Hoàng hậu cũng phải đi qua cổng Đại Thanh, rồi từ cổng chính của Tử Cấm Thành là Ngọ Môn tiến vào cung, nhưng Uyển Dung chỉ được rước vào từ cổng Đông Hoa, chứng tỏ Hoàng hậu vào thời kỳ suy yếu này không còn nhiều tôn nghiêm so với các Hoàng hậu trước của triều Thanh.
Mặc dù Phổ Nghi không còn quyền lực tuyệt đối như một Thiên tử, Uyển Dung với tư cách của một Hoàng hậu vẫn phải chu toàn và tuân giữ các nghi lễ, nếp sống hoàng tộc trong Tử Cấm Thành. Phổ Nghi đối với bà khá sủng ái vì bà xinh đẹp, hiểu lễ nghĩa do cũng xuất thân gia giáo trung lưu, và đặc biệt là Uyển Dung rất giỏi tiếng Anh.
Trong suốt thời gian này, ngoài những lần Phổ Nghi hứng thú làm gián đoạn bằng những cuộc gọi ngắn thì Uyển Dung dành hết thời gian để học bên cạnh nữ gia sư. Trong thời gian ở Tử Cấm Thành, bà trú tại Trữ Tú cung, hay tiếp đãi những chuyến viếng thăm từ những thành viên trong gia đình và hưởng thụ một cuộc sống tương đối bình yên cùng Phổ Nghi trong Tử Cấm Thành. Hằng ngày, bà thường đọc sách, tiểu thuyết, tập viết tiếng Anh và luyện đàn piano. Trong một số ghi nhận, Uyển Dung có biểu hiện về bệnh tâm thần và có thể kéo dài chữa trị bằng thuốc phiện. Để giúp Uyển Dung, Phổ Nghi chủ động cho phép hoàng hậu hút thuốc phiện và dần dần trở nên nghiện. Bà cũng bắt đầu hút tobaco, một loại thuốc lá nặng.

## Rời khỏi Tử Cấm Thành
Năm 1924, tháng 10, Phổ Nghi bị chính phủ Trung Hoa Dân Quốc do quân phiệt Phùng Ngọc Tường gây sức ép buộc phải rời khỏi Tử Cấm Thành. Ngày 5 tháng 11 năm đó, gia đình Phổ Nghi đã chính thức rời khỏi Tử Cấm Thành, đem theo Uyển Dung và Văn Tú. Họ sống như những người dân thường trong xã hội tại một ngôi làng ở Thiên Tân, nơi đã chịu sự quản lý bởi Nhật Bản. Phổ Nghi từ đó đổi tên thành Phổ Hạo Nhiên (溥浩然).
Trong thời gian ở Thiên Tân, Uyển Dung hay tìm thú vui trong những cuộc đua ngựa, hội hè, vũ trường và đặc biệt là mua sắm, một hình thức để bà trở nên mới mẻ trong mắt Phổ Nghi khi bà và Văn Tú đang cố tranh sủng. Phổ Nghi bắt đầu gần gũi Uyển Dung hơn trước, đi đâu cũng chỉ dắt bà theo vì cho rằng Văn Tú là vợ lẽ. Việc này khiến Văn Tú không chịu nổi và quyết định ly dị Phổ Nghi năm 1931, nhất là khi bà biết được các quốc gia như Anh - Pháp chỉ cho phép đàn ông lấy một vợ. Sau đó, tuy Phổ Nghi dành nhiều thời gian hơn cho người vợ cả Uyển Dung, ông vẫn liên tục trách cứ bà về việc khiến Văn Tú rời khỏi. Quan hệ 2 người có phần rạn nứt.
Năm 1923, tháng 12, khi còn ở trong Tử Cấm Thành, Uyển Dung đã hưởng ứng hướng "Lâm thời Oa Oa đầu hội" (临时窝窝头会) tại Bắc Kinh, quyên tặng tiền đại dương 600 nguyên, lấy danh nghĩa cứu tế nạn dân. Hành động này của bà được các giới trong xã hội khen ngợi. Sang năm 1931, cơn đại hồng thủy đổ ập xuống Trung Hoa, khi đó có tới 16 tỉnh chịu thiệt hại nặng nề, đặc biệt là vùng hạ du sông Trường Giang và sông Hoài. Uyển Dung quyên góp trang sức, đổi ra tiền Đông Dương, bà còn cùng chồng Phổ Nghi quyên góp nhà lầu, tài sản vốn có để đổi tiền cứu tế dân sinh các nơi. Đặc biệt là chuỗi vòng trân châu vô giá mà bà yêu thích, cũng đem ra quyên góp, sự việc này rất được giới truyền thông lúc bấy giờ chú ý.
《Đại công báo - 大公报》 đã dùng tiêu đề Phổ Hạo Nhiên phu nhân quyên Trân châu phiến tai (溥浩然夫人捐珍珠贩灾) để nói về sự việc này. Vì đề làm chuyên đề báo đạo, nguyên văn như sau:
| “                                                                         | 昨日下午（一九三一年旧历八月初九）陈曾寿先生至本社，据谈溥浩然夫人对江淮灾民极为关切，久思加以赈济，只以手乏余资而未果。至昨为本社代收本埠赔款之最末一日，溥夫人遂慨然将其心爱的珍珠一串捐出，托陈先生送至本社变价助赈。并以鄂省灾情最重，嘱以珠价赈鄂，此珠串共有一百七十二颗，当初系以二千五百元购得。当由本社同仁偕同陈先生至金店变卖，因市价与原价较差，末便贸然处置。侯商得溥夫人同意再行办理。珠串现存本社，附图即此珠串之写真。溥浩然先生方以楼房助服，溥夫人复捐珠串为灾民续命，仁心义举……社会上云阔太太不乏富逾溥夫人者，益闻风兴起。 ... Hôm qua buổi chiều (năm 1913, lịch cũ ngày 9 tháng 8), Trần Từng Thọ tiên sinh đến bổn xã, nói Phổ Hạo Nhiên phu nhân đối nạn dân Giang Hoài cực kỳ quan tâm, lâu tư cứu tế mà không có kết quả. Đến một ngày trước khi bổn xã đại thu bản địa đền tiền, Phổ phu nhân xúc động đem một chuỗi trân châu mà bà rất yêu dấu quyên ra, thác Trần tiên sinh đưa đến bổn xã đổi giá bán. Cũng nghe tỉnh Ngạc tình hình tai nạn là nặng nhất, dặn bảo lấy châu hạt cứu tế tỉnh Ngạc, chuỗi ngọc sở hữu 172 viên, lúc trước lấy 2500 nguyên đặt mua. Đồng nghiệp từ bổn xã đã cùng đi với Trần tiên sinh đến tiệm vàng bán của cải lấy tiền mặt, nhân thị trường cùng giá gốc có sự chênh lệch, liền không thể tùy tiện xử trí, bèn thương lượng lại với Phổ phu nhân, khi đã đồng ý thì sẽ tiến hành xử lý. Chuỗi ngọc hiện có tại bổn xã, hình minh hoạ kèm theo đây là chụp chính chuỗi hạt ấy. Phổ Hạo Nhiên tiên sinh lấy nhà lầu trợ phục, Phổ phu nhân quyên chuỗi ngọc vì nạn dân tục mệnh, nhân tâm nghĩa cử…… Xã hội thượng vân khoát thái thái bất phạp phú du phổ phu nhân giả, ích văn phong hưng khởi | ” |
| — Phổ Hạo Nhiên phu nhân quyên Trân châu phiến tai - 溥浩然夫人捐珍珠贩灾 | |   |

## Mãn Châu quốc Hoàng hậu
Với hy vọng khôi phục lại Hoàng triều Mãn Thanh, Phổ Nghi chấp nhận đề nghị từ Đế quốc Nhật Bản đứng đầu quốc gia bù nhìn mới Mãn Châu Quốc và chuyển đến Trường Xuân, Cát Lâm dưới sự hỗ trợ của đế quốc Nhật Bản.
Trong thời gian đó, Kawashima Yoshiko đã thông qua Uyển Dung để có cơ hội gặp Phổ Nghi, và điều này là một trong những chất xúc tác khiến Phổ Nghi đồng ý sự sắp đặt của Nhật Bản. Từ năm 1931, bà bí mật được họ đưa đến Tân Kinh (nay là thành phố Trường Xuân, Cát Lâm), sang năm 1932 thì từ Thiên Tân đi vòng Đại Liên xuống đến Lữ Thuận để đoàn tụ cùng Phổ Nghi. Ở Trường Xuân, Uyển Dung hết thảy đều phải nghe theo người Nhật Bản an bài, bà nhất cử nhất động đều đã chịu bí mật giám thị, thậm chí không thể một bước đi ra đại môn. Uyển Dung bất kham chịu đựng người Nhật Bản khinh nhục, quyết ý trốn đi.
Bộ trưởng ngoại giao Cố Duy Quân của chính phủ Trung Hoa dân quốc, từng ghi lại một chuyện như sau:
| “                               | 我们在大连停留了一夜，发生一件有趣的事。我的一个随从人员过去在北京当过警察，是我的四个卫士之一。由于1925年的炸弹事件，他留了下来给我保镖。他是北京人，在北京认识很多人。当我在大连一家旅馆里吃午饭时，他进来说，一个从长春来的满洲国内务府的代表要见我，有机密消息相告。我起初犹豫，因为他说的名字我不熟悉。但是我的随从说，他在北京认识这个人，可否见见他。他告诉我，此人化装为古董商，以免日本人注意（也许他当过古董商）。我出去走到门廊里，我们停在转角处。此人告诉我，他是皇后（长春宣统皇帝的妻子）派来的。他说因为知道我去满洲，她要我帮助她从长春逃走；他说她觉得生活很悲惨，因为她在宫中受到日本侍女的包围（那里没有中国侍女）。她在那里一举一动都受到监视和告密。她知道皇帝不能逃走，如果她能逃走，她就可能帮他逃走。我为这故事所感动。但是我告诉他，我的处境不能替她做什么事，因为我在满洲是中国顾问的身份，没有任何有效方法来帮助她。虽然如此，我得到一个明确的概念，知道日本人都干了些什么，这个故事可以证实日本的意图。 . Chúng tôi ở Đại Liên dừng lại một đêm, phát sinh một kiện thú vị. Một trong 4 vệ sĩ riêng của tôi, khi ở Bắc Kinh từng làm cảnh sát. Bởi vì sự kiện bom sát năm 1925, tôi giữ hắn lại làm bảo tiêu. Người vệ sĩ đó là người Bắc Kinh, ở Bắc Kinh quen biết rất nhiều người. Khi tôi đang dùng cơm trưa tại một khách sạn ở Đại Liên, hắn tiến vào nói, một đại biểu Nội lực phủ của Mãn Châu quốc từ Trường Xuân tới muốn gặp tôi, có tin tức cơ mật muốn bẩm báo. Tôi mới đầu do dự, bởi vì hắn nói tên ra thì tôi không quen, nhưng gã tùy tùng của tôi nói hắn ở Bắc Kinh biết người này. Hắn nói cho tôi, người này hóa trang làm người buôn đồ cổ, để tránh sự chú ý của người Nhật Bản. Tôi đi ra ngoài, đi đến cửa hiên, chúng tôi ngừng ở chỗ rẽ. Người này nói, hắn là do Hoàng hậu (vợ của Trường Xuân Tuyên Thống hoàng đế) phái tới. Hắn nói bởi vì biết tôi đi Mãn Châu, (Hoàng hậu) muốn tôi trợ giúp đào tẩu khỏi Trường Xuân; hắn nói rằng bà Hoàng hậu khi đó sinh hoạt cực kì bi thảm, bởi vì bà ở trong cung đã bị các thị nữ người Nhật Bản vây quanh (nơi đó không có thị nữ Trung Quốc). Bà Hoàng hậu ở nơi đó nhất cử nhất động đều chịu giám thị cùng mật báo. Bà biết Hoàng đế không thể đào tẩu, nếu bà có thể đào tẩu, bà liền có khả năng giúp Hoàng đế đào tẩu theo. Tôi vì chuyện xưa cảm động, nhưng là tôi nói cho hắn, tình cảnh của tôi không thể vì bà Hoàng làm chuyện gì khác hết, bởi vì tôi ở Mãn Châu là với thân phận Cố vấn của Trung Quốc, không có bất kì cách hữu hiệu nào để giúp bà Hoàng hậu. Tuy rằng như thế, tôi đã biết người Nhật Bản từng chút từng chút giám sát chuyện gì, câu chuyện này cũng cho thấy rõ ý đồ của người Nhật Bản. | ” |
| — Câu chuyện kể của Cố Duy Quân | |   |

Sau khi không thuyết phục được Cố Duy Quân, Uyển Dung vẫn rất cố gắng viết thư, lập kế hoạch đào tẩu, tin chắc rằng nếu mình thành công thì sẽ có thể giúp được Phổ Nghi lánh nạn khỏi người Nhật, nhưng cuối cùng mọi nỗ lực của Uyển Dung không thành do người Nhật cũng tìm ra bằng chứng Uyển Dung đang âm mưu đào tẩu. Năm 1934, chính phủ Nhật Bản tuyên bố Phổ Nghi là Hoàng đế đầu tiên của Mãn Châu Quốc và Uyển Dung một lần nữa được phong Hậu, trở thành Hoàng hậu của Mãn Châu Quốc.
Trong thời gian này, Phổ Nghi hay có những chuyến công vụ ở Nhật Bản điều này khiến quan hệ vợ chồng vốn đã lạnh nhạt nay càng đìu hiu. Uyển Dung cảm thấy cô đơn nên đã ngoại tình với hai phụ tá của Phổ Nghi là Lý Thể Ngọc (李體玉) và Kỳ Kế Trung (祁繼忠), sau đó có thai sinh ra một bé gái. Vì chuyện này mà người Nhật trách cứ nặng nề Phổ Nghi khi họ biết chuyện, và Phổ Nghi xả giận bằng cách ném con của bà vào lò lửa. Có nguồn tin khác nói rằng đứa bé chết vì bị ông sai người tiêm thuốc độc khi vừa ra đời.
Phổ Nghi nói dối Hoàng hậu rằng đứa bé đã được nuôi bởi một vú em thuê bởi anh trai bà. Về sau, Uyển Dung biết chuyện kinh khủng xảy ra cho con mình nên thần trí điên loạn, sa vào con đường nghiện ngập. Bà trở nên mê tín, thường xuyên nói sảng, ăn uống một cách háu đói trong các bữa tiệc và xa lánh với mọi người. Thấy vậy, Phổ Nghi đành cho người Nhật đưa bà đến một bệnh viện hẻo lánh.

## Qua đời
Trong quá trình di tản của Mãn Châu quốc khi Liên Xô tiến hành Chiến dịch Mãn Châu vào năm 1945, Phổ Nghi đã cố gắng chạy trốn khỏi Mãn Châu và để lại Hoàng hậu Uyển Dung, Lý Ngọc Cầm và một số thành viên Hoàng gia khác. Khi đó, Uyển Dung cùng em dâu Hiro Saga, vợ của em trai Phổ Nghi là Phổ Kiệt, đã cố gắng chạy đến Hàn Quốc nhưng bị chính phủ Cộng sản Trung Hoa bắt lại tại Lâm Giang, Bạch Sơn vào tháng 1 năm 1946. Họ đã bị đưa đến những nhà tù ở những nơi khác nhau như Thông Hóa, Trường Xuân, Vĩnh Cát và Đôn Hoá. Khi Quốc dân Cách mệnh Quân đánh bom Cát Lâm, Uyển Dung và Saga lại được đưa về một nhà tù ở Diên Cát.
Trong thời gian này, Uyển Dung bị hành hạ kinh khủng bởi những triệu chứng của cơn đói thuốc phiện, cũng như tình trạng sức khỏe rất yếu khiến bà rất yếu ớt. Người em dâu Saga luôn cực khổ chăm sóc bà. Những lúc bà trở nên ảo giác về hồi ức khi còn là Hoàng hậu, bà không tự chủ lên giọng với những người lính canh và bị họ cười nhạo, thậm chí đánh đập. Khi Saga bị chuyển đi nơi khác, Uyển Dung không còn ai chăm sóc và từ đó bà héo mòn chờ chết. Vào ngày 20 tháng 6 năm 1946, Uyển Dung qua đời do suy dinh dưỡng và thiếu thuốc phiện, hưởng dương 39 tuổi. Thi thể bà được nghi ngờ chôn cất trong một ngôi mộ tập thể trong tù. Do qua đời với tư cách thường dân, bà không có tang lễ và thụy hiệu như một Hoàng hậu chân chính.
Năm 2006, ngày 23 tháng 10, em trai bà đã tổ chức một nghi thức mai táng theo lễ nghi chiêu hồn cho bà vào Thanh Tây lăng gần Bắc Kinh, hợp táng với Phổ Nghi ở Phổ Nghi mộ (溥仪墓).

## Thư viện ảnh

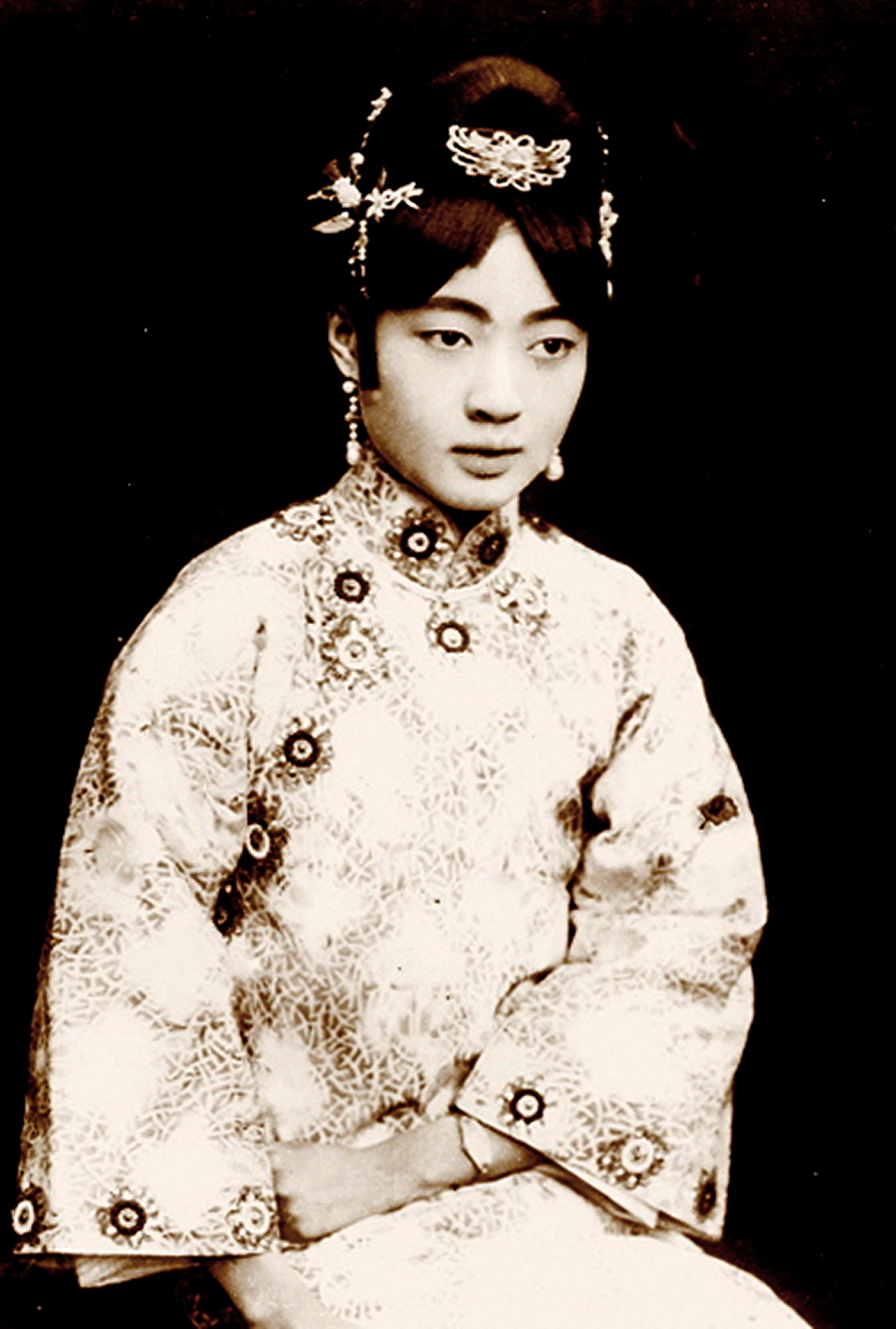
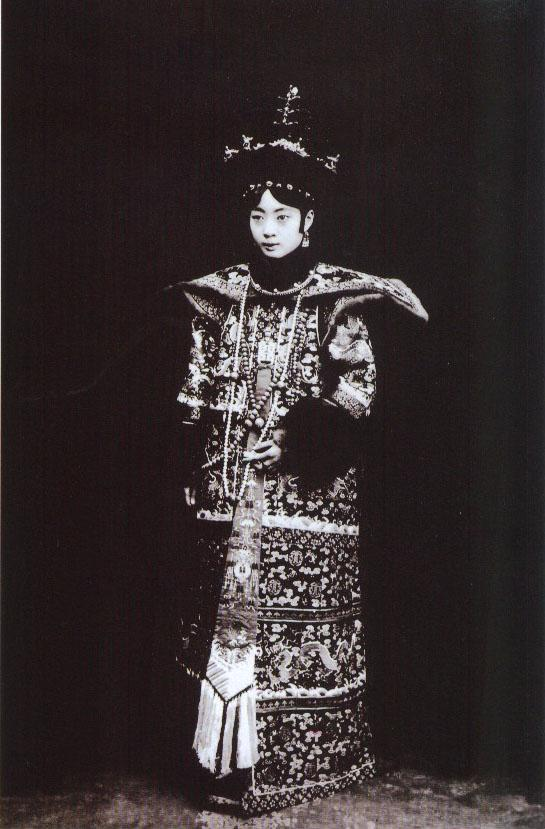
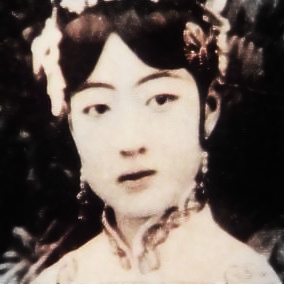
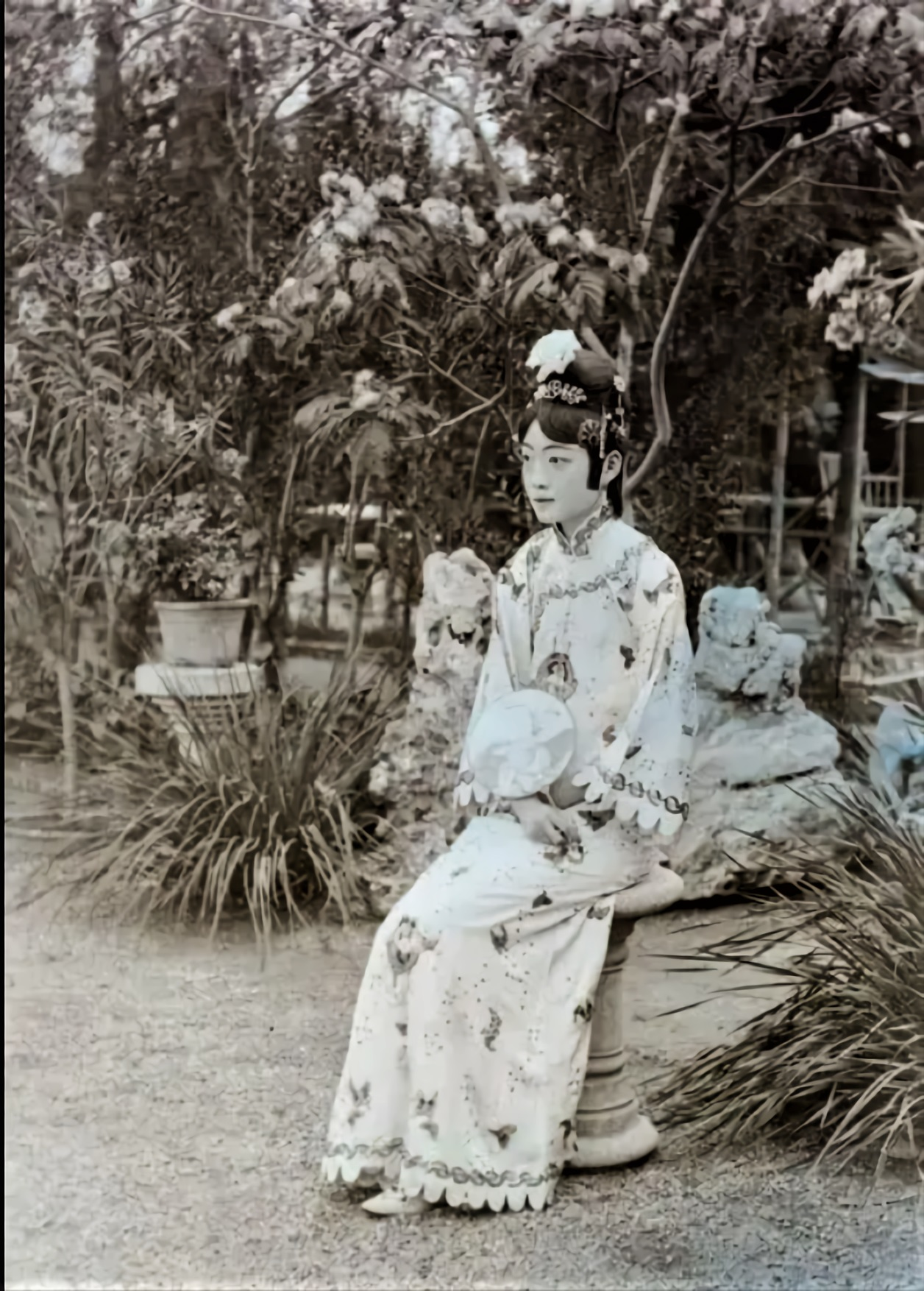
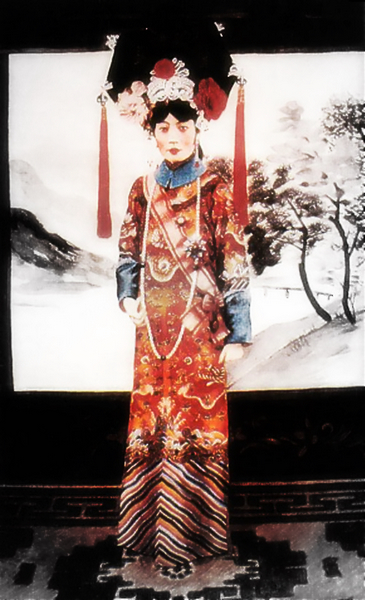
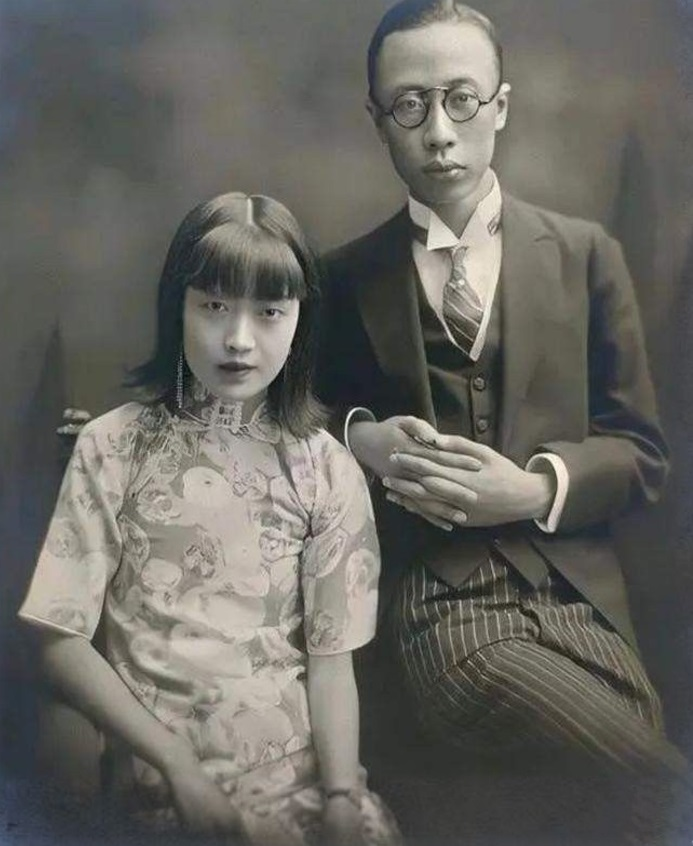
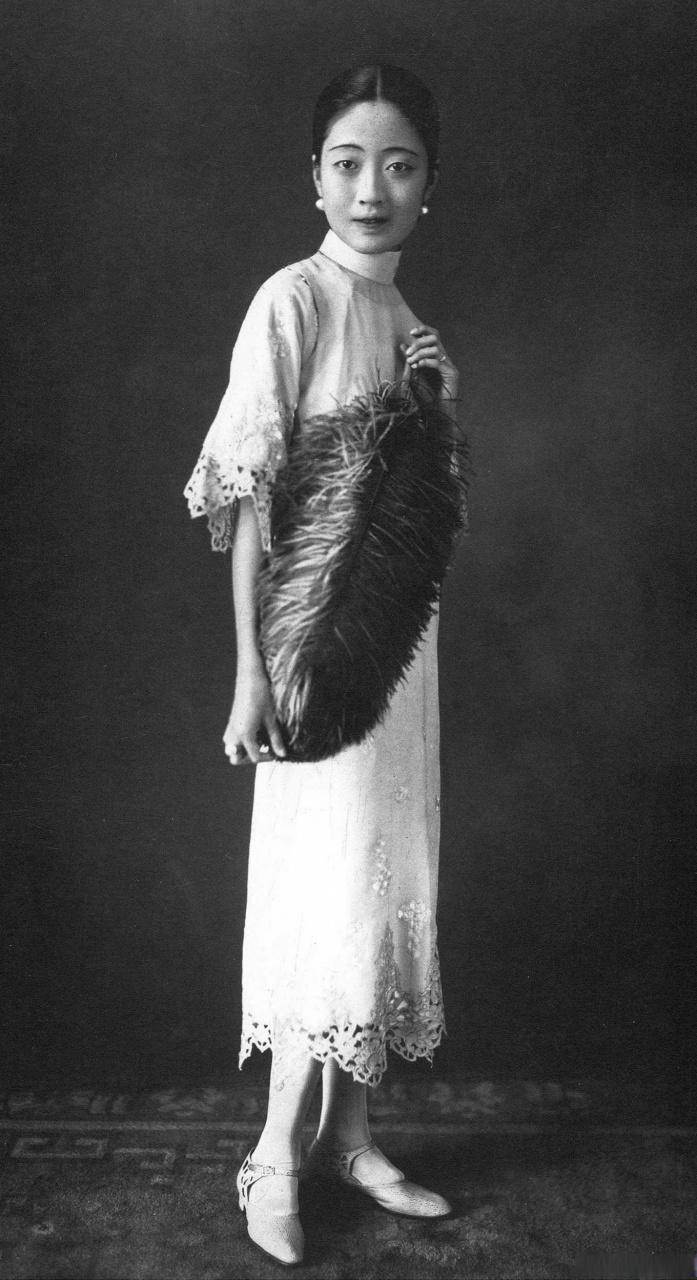
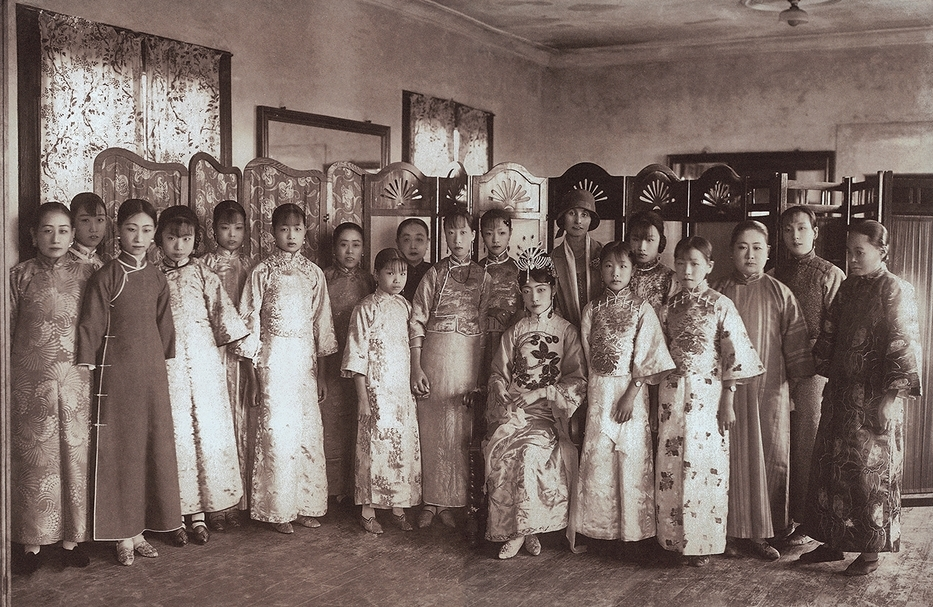
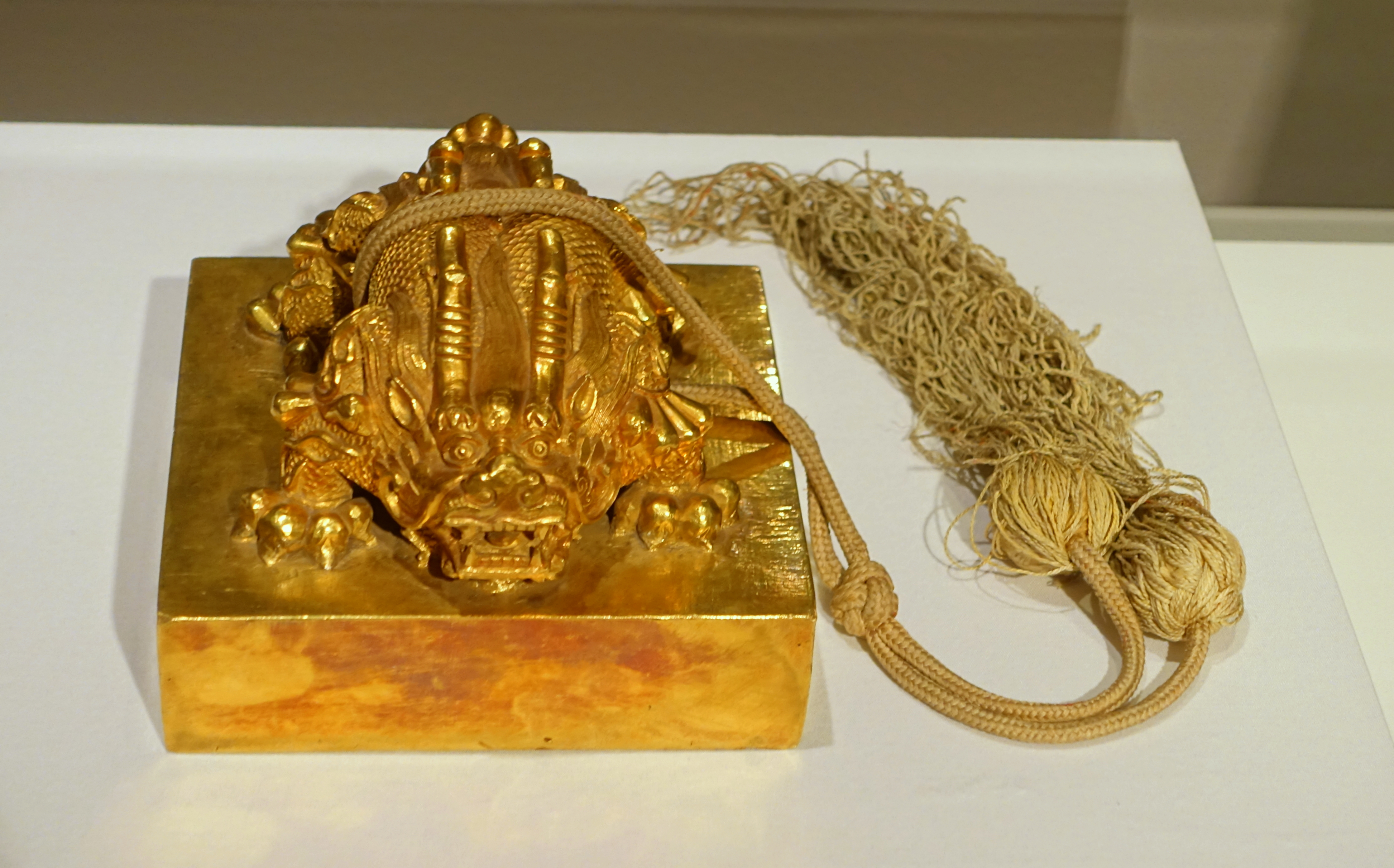
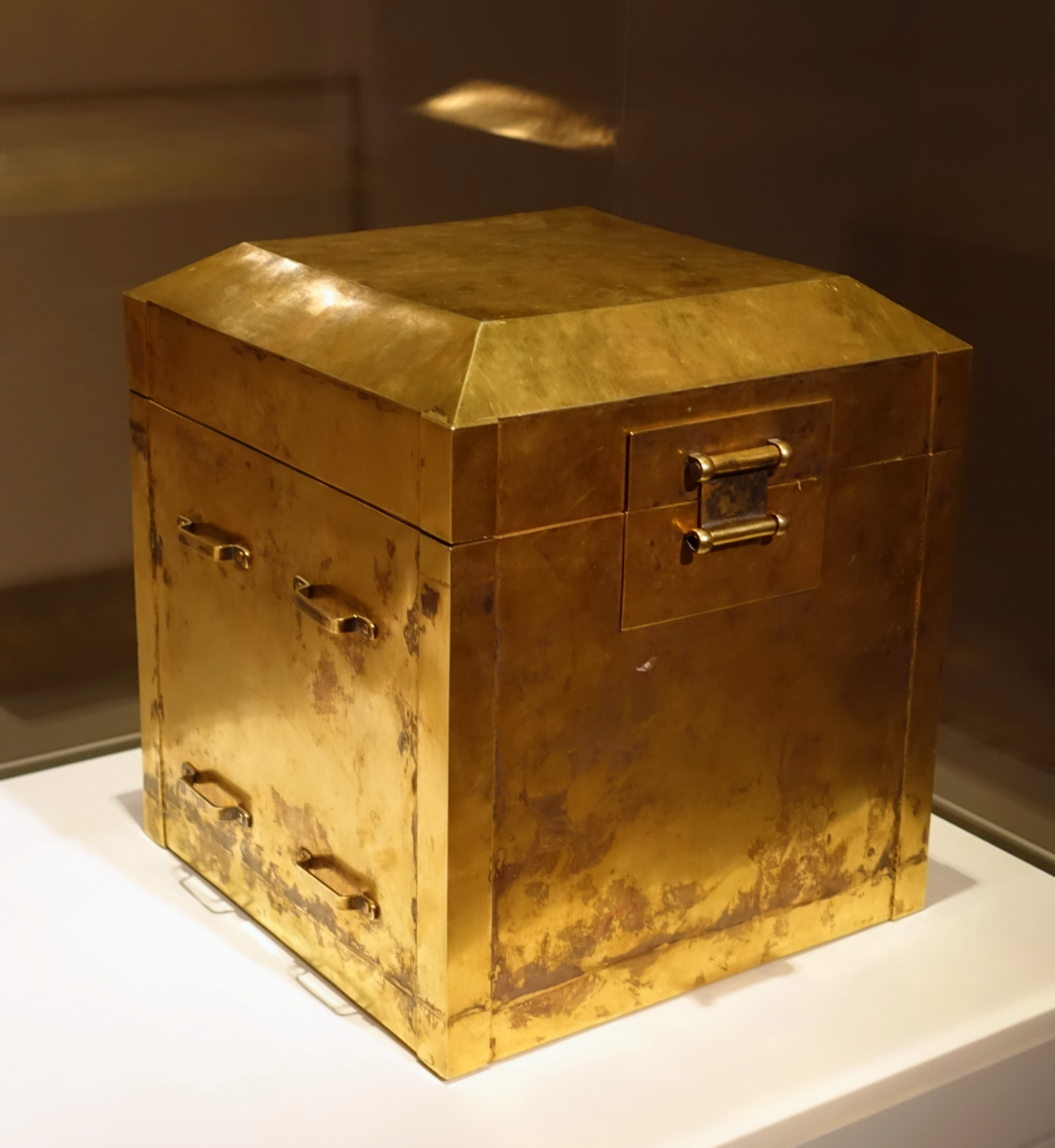

## Trong văn hóa

### Điện ảnh
| Năm sản xuất | Tên tác phẩm                                          | Diễn viên      |
| 1986         | Hỏa long - 《火龍》                                   | Lý Điện Lãng   |
| 1987         | Hoàng đế cuối cùng (The last Emperor)                 | Trần Xung      |
| 1990         | Xuyên Đào Phương Tử - 《川島芳子》(Kawashima Yoshiko) | Trần Ngọc Liên |

### Truyền hình
| Năm  | Tên tác phẩm                       | Diễn viên      |
| 1992 | 《Mãn Thanh thập tam hoàng triều》 | Diệp Ngọc Bình |
| 2002 | 《Công dân phi thường》            | Tương Văn Lệ   |
| 2003 | 《Lưu chuyển đích Vương phi》      | Lưu Đan        |
| 2004 | 《Mạt Đại hoàng phi》              | Huỳnh Dịch     |
| 2014 | 《Mạt đại hoàng đế truyền kỳ》     | Tương Tâm Tĩnh |
| 2016 | 《Đông phương chiến trường》       | Lưu Tuyền      |
| 2020 | 《Mạt đại trù nương》              | Bồ Thi Vận     |